# Magyar Irodalomtörténeti Társaság
A Magyar Irodalomtörténeti Társaság egy 1911 óta működő tudományos célú egyesület. Székhelye Budapest. A társaság célja a magyar irodalomtörténeti ismeretek terjesztése.

## Története
A Társaságot Baros Gyula, Horváth János, Pintér Jenő alapították 1911. december 11-én, Czvittinger Dávid Specimen Hungariae Literatae című műve megjelenésének 200. évfordulója alkalmából. A századelőn még csak Budapesten és Kolozsvárott folyt irodalomtörténeti oktatás, így a megalakuló társaság elsősorban a középiskolákban tanító irodalomtanárokra számított. Szaksajtójuk az 1912-ben alapított Irodalomtörténet című folyóirat. Horváth János egy magyar irodalomtörténeti kalauz megírását is szorgalmazta. A feladatot Király Györgyre bízták, később mégis Tolnai Vilmos: Bevezetés az irodalomtudományba című műve teljesítette ezt a feladatot 1922-ben. A kommunista rendszer 1949-es bevezetése után a Nagy magyar klasszikusok (1950-1962) és a Nagy magyar írók (1951-1956) című könyvsorozatok megjelentetésével szerzett tekintélyt a Magyar Irodalomtörténeti Társaság. 1956 után az MTA Irodalomtörténeti Intézetének megalakulása egyre inkább az egyetemi műhelyekhez kötötte a társaságot, s értékes kiadványok jelentek meg, köztük Keresztury Dezső Babits-kiadásai, Barta János, Szauder József monográfiái. 1985 után régióbeli és tanári tagozatokat szerveztek, s együttműködést alakítottak ki az ország múzeumaival, közreműködtek a magyartanár-konferenciák és továbbképzések megrendezésében, s megindították Irodalomismeret c. folyóiratukat 1990-ben, új könyvsorozatokat indítottak, köztük A Magyar Irodalomtörténeti Társaság kiskönyvtára és „Csak tiszta forrásból” c. tanulmány- és szövegkiadó sorozatot.

## Toldy Ferenc-díj
A társaság 1981-ben megalapította a Toldy Ferenc-díjat, amelyet minden évben megkapnak a legkiválóbb egyetemi, főiskolai oktatók, kutatók, muzeológusok, általános és középiskolai tanárok irodalomtörténeti munkásságuk elismeréseképpen.

## Babits Mihály Alkotói Emlékdíj
A Babits Mihály Alkotói Emlékdíjat a Magyar Irodalomtörténeti Társaság alapította 2008-ban, hogy a kiemelkedően jelentős szépírói és tudományos életműveket jutalmazzák ezzel az elismeréssel. A díjat Babits Mihályról nevezték el, akinek kisplasztikáját Kocsis András Sándor szobrászművész készítette el.

## A társaság tisztségviselői

### A társaság elnökei
- Beöthy Zsolt (1911-1921)
- Négyesy László (1921-1933)
- Pintér Jenő (1933-1940)
- Alszeghy Zsolt (1941-1947)
- Lukács György (1949-1953)
- Barta János (1954-1959)
- Földessy Gyula (1959-1962)
- Komlós Aladár (1962-1965)
- Tolnai Gábor (1976-1985)
- Keresztury Dezső (1985-1990)
- Kovács Sándor Iván (1991-2007)
- Sipos Lajos (2007-)

### A társaság titkárai
- Horváth János (1911-1918)
- Viszota Gyula (1919-1921)
- Alszeghy Zsolt (1921-1936)
- Brisits Frigyes (1937-1945)
- Barta János (1946-1947)
- Király István (1948-1952)
- Pándi Pál (1952-1953)
- Szabolcsi Miklós (1958-1959)
- Pándi Pál (1959-1962)
- Wéber Antal (1962-1975)
- Pálmai Kálmán (1975-1985)
- Kovács Sándor Iván (1985-1990)
- Kabdebó Lóránt (1990-1991)
- Praznovszky Mihály (1992-2007)
- Fráter Zoltán (2007-)

## A társaság ismertebb tagjai betűrendben
- Csefkó Gyula magyar nyelvész
- Kardos Tibor 1962-től alelnök volt
- Kéky Lajos az 1930-as években jegyző volt
- Kemény Gábor
- Klemm Antal választmányi tag volt
- Péter László
- Petőcz András a szépíró tagozat elnöke 2009-től
- Sík Sándor alelnök 1949-ben
- Szász István Tas orvosi szakíró és közíró